# Семенов Сергій Олексійович
Сергій Олексійович Семенов (рос. Сергей Алексеевич Семенов) (20 червня 1962) — російський дипломат. Генеральний консул Російської Федерації в Харкові (Україна) (2012-2017).

## Біографія
Народився 20 червня 1962 року. У 1988 році закінчив Московський державний інститут міжнародних відносин. Дипломатичну академію МЗС Росії (1998). Володіє угорською, англійською, французькою мовами.
З 1988 року на дипломатичній службі Міністерства іноземних справ СРСР. Працював на різних дипломатичних посадах в центральному апараті Міністерства та за кордоном.
У 2000–2004 рр. — Перший секретар, радник Посольства Росії в Білорусі.
У 2006–2012 рр. — начальник відділу у Департаменті кадрів Міністерства іноземних справ.
У 2012–2017 рр. — Генеральний консул Російської Федерації в українському місті Харків.